# Utetes ruficeps
Utetes ruficeps är en stekelart som först beskrevs av Wesmael 1835.  Utetes ruficeps ingår i släktet Utetes och familjen bracksteklar. Arten är reproducerande i Sverige. Inga underarter finns listade i Catalogue of Life.